# ムエザ
ムエザ（アラビア語：معزة, Muʿizzah ないしは Muʿizza, ムイッザ）とは預言者ムハンマドが飼っていたとしばしば語られる猫の名前に対する日本語カタカナ表記の一つ。
ある日ムハンマドが礼拝に行こうとすると、着ようと思っていた服の袖の上でムエザが眠っていた。ムハンマドはムエザを起こすことを忍びなく思い、服の袖を切り落とし片袖のない服で外出したという。ムハンマドが礼拝から帰るとムエザは会釈して迎えた、ムハンマドはムエザを3回なでたという。
といった話が知られるが、実際のところ、イスラーム法学者によると預言者ムハンマドが猫を飼っていた、礼拝に伴っていったといった事実は確認できないという。